# Pierre François Viriot
Pour les articles homonymes, voir Viriot.
 (mars 2012).
Si vous disposez d'ouvrages ou d'articles de référence ou si vous connaissez des sites web de qualité traitant du thème abordé ici, merci de compléter l'article en donnant les références utiles à sa vérifiabilité et en les liant à la section « Notes et références ».
Pierre François Viriot est un colonel français né le 20 septembre 1773 à Nancy et mort le 10 juin 1860 à Livry. Il fut un des protagonistes de l'Affaire Clément de Ris.

## Une famille de militaires
Fils de Pierre Viriot, officier, et de Françoise Lemaure, Pierre François Viriot est issu d'une famille honorable dans laquelle l'esprit militaire paraissait comme inné.
Son père était aide Major dans le régiment des grenadiers de France. Il se distingua durant la guerre de Sept Ans. Il avait huit fils dont le colonel était le plus jeune.
L'un d'entre eux fut tué au siège d’Angers ; il était capitaine de grenadiers dans le bataillon des volontaires de la Meurthe.
Un autre était capitaine quartier-maître des volontaires de la Meuse.
Un troisième fut aide de camp du maréchal Lefebre et commanda en 1815 le 1er corps franc de la Meuse.
Un quatrième, lieutenant au cinquième de chasseurs, fut tué à Kalouga.
Pierre François Viriot eut lui aussi quatre fils, tous militaires.
- L'ainé fut sous lieutenant au 3e régiment des chasseurs à cheval. Il a été tué a Smolensk ;
- Le deuxième, sous-lieutenant dans le 2 régiment d artillerie de la garde, a été tué un an plus tard à Leipsick ;
- Le troisième, sergent major dans le 2 régiment de la garde royale, périt dans l’insurrection de 1830 ;
- Le quatrième a terminé sa carrière maréchal des logis aux 7e cuirassiers.

### Une longévité remarquable
Plusieurs membres de la famille Viriot ont offert l'exemple d'une longévité exceptionnelle pour l'époque. À titre d'exemple, on peut citer la grand-mère de Pierre François Viriot qui est morte à 105 ans. Sa mère est décédée à 101 ans et son père à 96 ans, laissant onze enfants vivants. 117 descendants assistèrent à l'enterrement de sa mère en 1820. Celle-ci avait vu sa cinquième génération et laissait derrière elle 184 descendants vivants.

## Une carrière militaire plus que prometteuse
À quinze ans, il entre au collège de Pont à Mousson.
Le 20 janvier 1791, il s'engage à 17 ans dans le régiment de cavalerie de Chamborant (1er Hussard).
Le 4 avril, il est nommé brigadier.

### L'armée de la Moselle
Un mois plus tard, le 8 mai, il est nommé maréchal des logis-chef.
Le 6 octobre, les bataillons de la Meurthe ayant été organisés, le jeune Viriot y est appelé en qualité de sous-lieutenant. Il fait deux campagnes dans l'armée de la Moselle comme aide de camp du général Salomon auquel il sauve la vie au cours de la bataille d'Ussignie en l'arrachant des mains de l'ennemi au péril de ses jours, car il reçut dans cette circonstance deux blessures graves.

### La guerre de Vendée
Le 24 mars 1793, il est nommé lieutenant et est incorporé dans le 19e bataillon d'infanterie légère et envoyé en Vendée sous les ordres des généraux Hoche, d'Arnaud, Varin et d'Halancourt. 
Le 30 octobre 1793, il reçoit un coup de sabre à la Ernée et le 19 novembre de la même année, un balle lui transperce le cou pendant le siège de Granville.
Plus tard, il est chargé de l'organisation des colonnes mobiles de la Mayenne.
Le 21 décembre 1794, il est nommé capitaine commandant des gardes territoriales du district de Mortain, dans la Manche, au grade de capitaine.
À la tête de son unité, il harcèle sans relâche les chouans, chaque bataille lui valant une blessure : il reçoit un coup de sabre à Vessey le 12 avril 1795, puis le 17 novembre de la même année, il perd l’œil gauche. Le 18 avril 1800, une balle lui brise le genou à Villechien.
En deux ans il reçut quatorze blessures dont neuf coups de feu et cinq de sabre, sut concilier l'estime de ses chefs et gagna leur confiance. C'est ainsi que le général Régnier lui donnait de pleins pouvoirs en rapportant son républicanisme et son amour pour ses devoirs.
La pacification de la Vendée entraîna la mise à la réforme d'un grand nombre d'officiers. Le capitaine Viriot fut momentanément de ce nombre mais il ne tarda pas à être rappelé à l'activité et fut attaché en qualité d'adjoint à l'état major de la 22e division militaire et nommé commandant de place à Tours, ville importante à cette époque par sa situation sur les confins de la Vendée.

## Le tribunal spécial de Maine-et-Loire
Pierre François Viriot exerçait depuis deux mois ses fonctions lorsque, à la suite de l'arrêté des consuls du 4 ventôse de l'an IX qui portait sur l'organisation de tribunaux spéciaux dans vingt-sept départements en proie à des mouvements réactionnaires, il fut appelé le 21 germinal à faire partie de celui du Maine-et-Loire siégeant à Angers. Sa réputation de farouche opposant aux Chouans avait fait de lui un élément particulièrement utile au sein du tribunal spécial qui se préparait à juger les auteurs présumés de l'enlèvement du sénateur Clément de Ris.

### L’affaire Clément de Ris
Ceux qui l'ont choisi pensant avoir à leur disposition un homme docile, farouchement opposé aux Chouans qu'il avait jadis combattus, s'étaient trompés : très vite, mais trop tard, il se rendit compte que l'innocence des trois principaux accusés, Canchy, Mauduison et Gaudin, ne faisait aucun doute.